# Malamir
Malamir (mađ. Malomér) je naseljena pustara u jugoistočnoj Mađarskoj.

## Zemljopisni položaj
Nalazi se kod Kalače.

## Upravna organizacija
Upravno pripada kalačkoj mikroregiji u Bačko-kiškunskoj županiji. Poštanski je broj 6300. Pripada gradu Kalači.

## Stanovništvo
Stanovnike se naziva Malamircima i Malamirkinjama.